# 荒このみ
荒 このみ（あら このみ、1946年2月27日 - ）は、日本のアメリカ文学者、翻訳家。東京外国語大学名誉教授、立命館大学客員教授。アメリカの黒人文学などを研究する。

## 来歴
文芸評論家・荒正人の次女として埼玉県に生まれる。姉は英文学者の植松みどり。お茶の水女子大学文教育学部卒業、東京大学大学院英文学専攻博士課程中退。津田塾大学助教授を経て、東京外国語大学教授。2009年定年退職、同名誉教授、立命館大学客員教授。2001年「アフリカン・アメリカン文学におけるアメリカ的精神」で東京外国語大学博士（文学）。

## 著書

### 単著
- 『女のアメリカ』（花伝社） 1987
- 『西への衝動 - アメリカ風景文化論』（NTT出版） 1996
- 『黒人のアメリカ - 誕生の物語』（ちくま新書） 1997
- 『アフリカン・アメリカンの文学 - 「私には夢がある」考』（平凡社新書） 2000
- 『アフリカン・アメリカン文学論 - 「ニグロのイディオム」と想像力』（東京大学出版会） 2004
- 『歌姫あるいは闘士 - ジョセフィン・ベイカー』（講談社） 2007
- 『マルコムX - 人権への闘い』（岩波新書） 2009
- 『風と共に去りぬ - アメリカン・サーガの光と影』（岩波書店） 2021

### 編著
- 『7つの都市の物語』（NTT出版） 2003
- 『史料で読むアメリカ文化史（2）独立から南北戦争まで - 1770年代 - 1850年代』（東京大学出版会） 2005
- 『アメリカの黒人演説集 - キング・マルコムX・モリスン他』（岩波文庫） 2008

### 共編著
- 『境界の「言語」 - 地球化 / 地域化のダイナミクス』（谷川道子、新曜社） 2000
- 『文化の受容と変貌』（生井英考、ミネルヴァ書房、シリーズ・アメリカ研究の越境6） 2007

## 翻訳
- 『テレビの上手な見せ方 - わが子をテレビ中毒にしないために』（リーランド・ホー,バーナード・ソロモン、学陽書房） 1981
- 『異質の世界 - 有島武郎論』（ポール・アンドラ、冬樹社） 1982
- 『イメージ・シンボル事典』（アト・ド・フリース、大修館書店） 1984
- 『メディアに縛られた女』（キャスリン・ウェイベル、晶文社） 1985
- 『ソヴィエト流浪 - ある知識人女性の回想』（スザーン・ローゼンバーグ、岩波書店） 1990
- 『大航海者コロンブス - 世界を変えた男』（サミュエル・モリスン、原書房） 1992
- 『母の庭をさがして』（アリス・ウォーカー、東京書籍） 1992
- 『儀式』（レスリー・M・シルコウ、講談社文芸文庫） 1998
- 『大陸別世界歴史地図（3）北アメリカ大陸歴史地図』（フィリップ・デイヴィス,ディヴィッド・ライアン,ディヴィッド・ブラウン,ロナルド・メンデル、東洋書林） 2002
- 『トニ・モリスン事典』（エリザベス・A・ボーリュー編、雄松堂出版） 2006
- 『マルコムX事典』（ロバート・L・ジェンキンズ編、雄松堂出版） 2008
- 『風と共に去りぬ』全6巻（マーガレット・ミッチェル、岩波文庫） 2015.4 - 2016.3
- 『「他者」の起源 - ノーベル賞作家のハーバード連続講演録』（トニ・モリスン、集英社新書） 2019.7